# Hydraulic Valve Adjustment
HVA staat voor: Hydraulic Valve Adjustment.
Dit is een systeem met hydraulische klepstoters van Honda-motorfietsen.
Het systeem was in de auto-industrie al lang gemeengoed, maar werd bij motoren voor het eerst toegepast op de Honda XLV 750 R (1982), later ook op de CBX 750 en de GL 1200 GoldWing. Later gebruikten ook andere merken het principe, zoals Suzuki op de Intruder 1400.